# Velké planiny
Velké planiny, též Velké roviny, Velké pláně či Velké prérie (anglicky Great Plains, francouzsky Grandes Plaines, španělsky Grandes Llanuras), je oblast v Kanadě a ve Spojených státech amerických s malým přesahem do Mexika. Leží mezi Skalnatými horami na západě a řekou Mississippi na východě. Je tvořená soustavou plošin a pokrytá převážně prérijní vegetací, popřípadě stepními travinami. Velké planiny se rozprostírají od pánve Mackenzie v kanadské Albertě po plošinu Edwards Plateua v jižním Texasu. Jsou hlavní obilnářskou oblastí Severní Ameriky. V rámci geomorfologického členění Spojených států tvoří Velké planiny provincii Vnitřních rovin (Interior Plains). Jejich kanadská část tvoří samostatnou provincii Prairie Grassland.

## Členění
- Coteau du Missouri nebo Missouri Plateau (Missourská plošina)
- Black Hills (Černé vrchy)
- High Plains (Vysoké roviny)
- Colorado Piedmont (Koloradská piedmontní plošina)

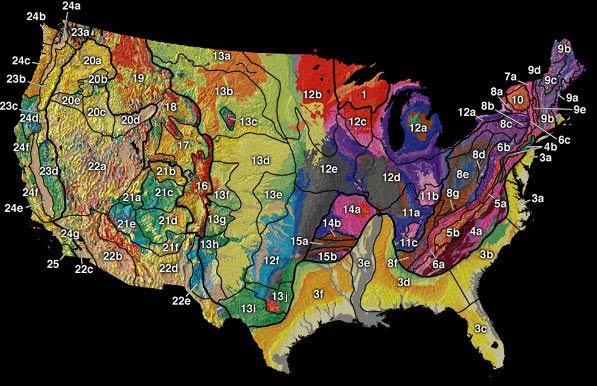
13a – Missouri Plateau, glaciated
13b – Missouri Plateau, unglaciated
13c – Black Hills
13d – High Plains
13e – Plains Border
13f – Colorado Piedmont
13g – Raton
13h – Pecos Valley
13i – Edwards Plateau
13j – Central Texas

- Raton Plateaus (Ratonské plošiny)
- Edwards Plateau
- Central Texas (Střední Texas)[1]